# Alligator Rivers
Alligator Rivers – trzy rzeki (South Alligator, West Alligator oraz East Alligator) położone w północno-wschodnim Terytorium Północnym w Australii, które uchodzą do Zatoki Van Diemena, będącej częścią Morza Timor. Zostały zbadane w latach 1818-1820 przez kapitana Phillipa Parkera Kinga, który nadał im nazwę, błędnie sądząc, że krokodyle zamieszkujące ich dolne, bagniste i porośnięte dżunglą rejony to aligatory (w rzeczywistości krokodyle zamieszkujące te tereny to krokodyle różańcowe, aligatory nie występują w Australii).
Rzeka South Alligator ma swoje źródło we wzgórzach w pobliżu opuszczonej kopalni uranu El Sherana i płynie na północ przez około 100 mil (160 km). Rzeka East Alligator wypływa z Ziemi Arnhema i płynie w kierunku północno-zachodnim przez blisko 100 mil (160 km). West Alligator (o długości 50 mil (80 km)) w dużej mierze płynie równolegle do rzeki South Alligator. Region ten obejmuje Park Narodowy Kakadu.